# Cambridge (Nebraska)
Cambridge è un comune (city) degli Stati Uniti d'America della contea di Furnas nello Stato del Nebraska. La popolazione era di 1,063 persone al censimento del 2010.

## Storia
Cambridge in origine si chiamava Pickletown, e sotto il nome di quest'ultima fu progettata negli anni 1870 da J. W. Pickle. Quando la ferrovia è stata costruita attraverso l'insediamento nel 1880, la città è stata ribattezzata Cambridge dai funzionari della ferrovia. L'origine del nome è incerta: probabilmente deriva da Cambridge, nel Massachusetts, o da Cambridge in Inghilterra.

## Geografia fisica
Secondo lo United States Census Bureau, ha un'area totale di 1,34 miglia quadrate (3,47 km²).

## Società

### Evoluzione demografica
Secondo il censimento del 2010, c'erano 1,063 persone.

### Etnie e minoranze straniere
Secondo il censimento del 2010, la composizione etnica della città era formata dal 98,6% di bianchi, lo 0,4% di afroamericani, lo 0,1% di asiatici, lo 0,2% di altre razze, e lo 0,8% di due o più etnie. Ispanici o latinos di qualunque razza erano l'1,3% della popolazione.